# إدوين سولانو
إدوين سولانو (بالإسبانية: Edwin Solano)‏ هو لاعب كرة قدم هندوراسي في مركز الوسط، ولد في 1996 في لا سيبا في هندوراس. لعب مع نادي ماراثون.